# ConIFA Wereldkampioenschap voetbal 2018

Engeland.

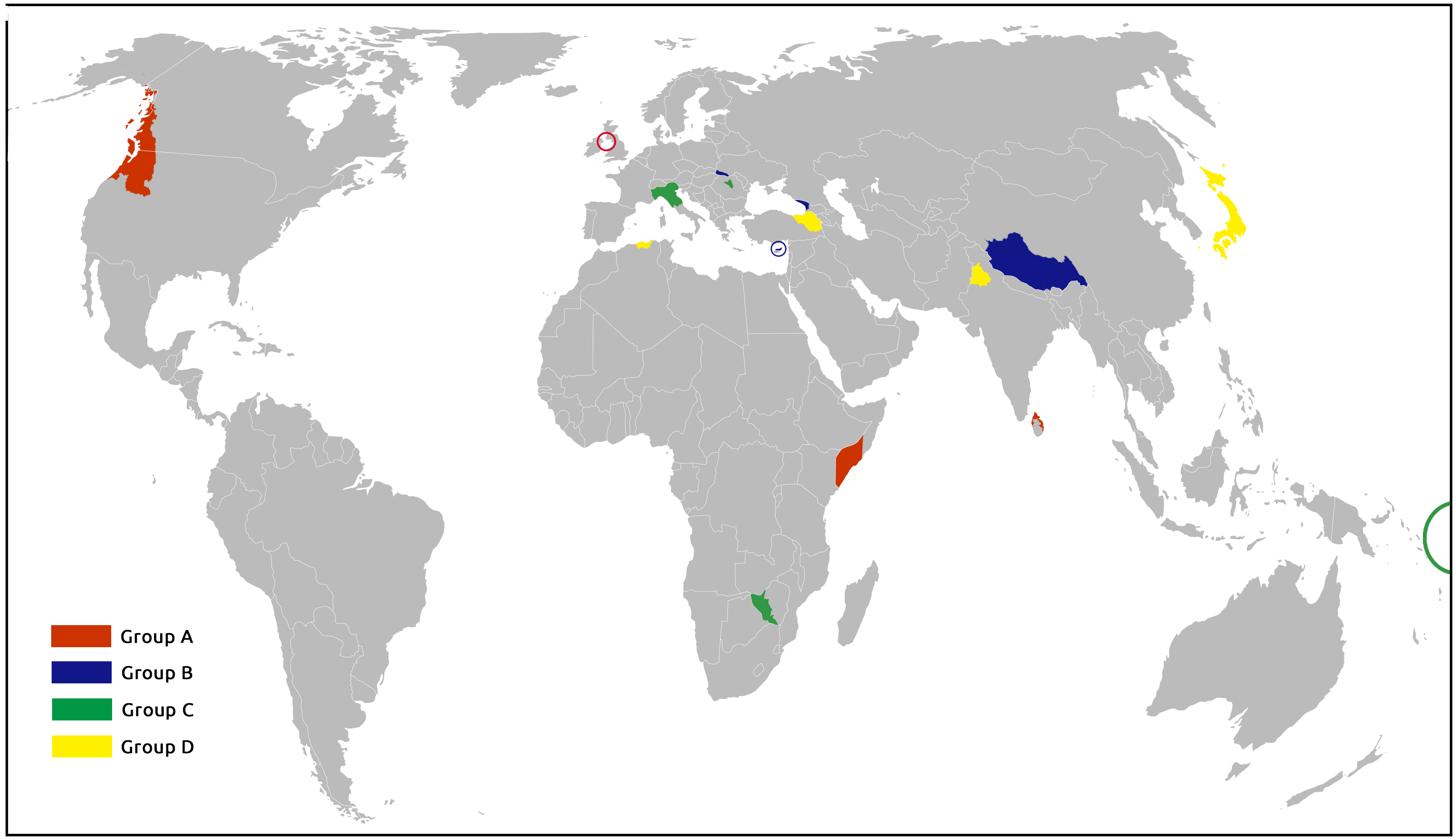
Deelnemende teams op de ConIFA Wereldkampioenschap voetbal 2018.

Het ConIFA Wereldkampioenschap voetbal 2018 vond plaats van 31 mei tot en met 9 juni in Engeland. Dit was de derde editie van dit kampioenschap voor landenteams die geen lid kunnen worden van de FIFA en/of geen erkend land zijn. De overkoepelende ConIFA (Confederation of Independent Football Associations) organiseerde het toernooi in samenwerking met de voetbalbond van het als gastland optredende Barawe (in dit geval de Somaliërs in Engeland).
Karpato-Roethenië won dit kampioenschap door in de finale te winnen van Noord-Cyprus (0-0, strafschoppen 3-2).

## Speelsteden
| Stad         | Stadion                   | Capaciteit   |
| Groot-Londen | Groot-Londen              | Groot-Londen |
| ------------ | ------------------------- | ------------ |
| Bedfont      | Bedfont Recreation Ground | 3.000        |
| Bromley      | Hayes Lane                | 5.000        |
| Carshalton   | Colston Avenue            | 5.000        |
| Enfield      | Queen Elizabeth II        | 2.500        |
| Haringey     | Coles Park                | 2.500        |
| Rotherhithe  | St Paul's Sports Ground   | 1.000        |
| Sutton       | Gander Green Lane         | 5.000        |
| Berkshire    |                           |              |
| Bracknell    | Larges Lane               | 2.500        |
| Slough       | Arbor Park                | 2.000        |
| Essex        |                           |              |
| Aveley       | Parkside                  | 3.500        |

## Eerste ronde

### Groep A
| Team        | Pts | Pld | W | D | L | GF | GA | GD  |
| ----------- | --- | --- | - | - | - | -- | -- | --- |
| Barawe      | 6   | 3   | 2 | 0 | 1 | 7  | 2  | +5  |
| Cascadia    | 6   | 3   | 2 | 0 | 1 | 9  | 5  | +4  |
| Man         | 6   | 3   | 2 | 0 | 1 | 6  | 2  | +3  |
| Tamil Eelam | 0   | 3   | 0 | 0 | 3 | 0  | 12 | -12 |

|             |                                                                  |           |                  |                           |
| 31 mei 2018 | Man                                                              | 4-1       | Cascadia         | Gander Green Lane, Sutton |
| 31 mei 2018 | Stephen Whitley 15' Frank Jones 41' Sam Caine 62' Jack McVey 70' | (verslag) | 18' Josh Doughty | Gander Green Lane, Sutton |

|             |                                                              |           |             |                     |
| 31 mei 2018 | Barawe                                                       | 4-0       | Tamil Eelam | Hayes Lane, Bromley |
| 31 mei 2018 | Solomon Sambou 17' Shaun Lucien 30', 80' Gianni Crichlow 43' | (verslag) |             | Hayes Lane, Bromley |

|             |                      |           |                                       |                            |
| 2 juni 2018 | Barawe               | 1-2       | Cascadia                              | Colston Avenue, Carshalton |
| 2 juni 2018 | Mohammed Bettamer 9' | (verslag) | 35' Josh Doughty 45+1' Hector Morales | Colston Avenue, Carshalton |

|             |                                   |           |             |                            |
| 2 juni 2018 | Man                               | 2-0       | Tamil Eelam | Colston Avenue, Carshalton |
| 2 juni 2018 | Stephen Whitley 47' Sam Caine 57' | (verslag) |             | Colston Avenue, Carshalton |

|             |     |           |                                            |                      |
| 3 juni 2018 | Man | 0-2       | Barawe                                     | Coles Park, Haringey |
| 3 juni 2018 |     | (verslag) | 40' Mohammed Bettamer 56' Shaquille Ismail | Coles Park, Haringey |

|             |             |           |                                                                                       |                                      |
| 3 juni 2018 | Tamil Eelam | 0-6       | Cascadia                                                                              | St Paul's Sports Ground, Rotherhithe |
| 3 juni 2018 |             | (verslag) | 10', 87' Joel Nouble 32', 69' Tayshan Hayden-Smith 71' Yuri Farkas 89' Calum Ferguson | St Paul's Sports Ground, Rotherhithe |

### Groep B
| Team              | Pts | Pld | W | D | L | GF | GA | GD |
| ----------------- | --- | --- | - | - | - | -- | -- | -- |
| Karpato-Roethenië | 7   | 3   | 2 | 1 | 0 | 8  | 2  | +6 |
| Noord-Cyprus      | 5   | 3   | 1 | 2 | 0 | 6  | 4  | +2 |
| Abchazië          | 4   | 3   | 1 | 1 | 1 | 5  | 4  | +1 |
| Tibet             | 0   | 3   | 0 | 0 | 3 | 2  | 11 | -9 |

|             |                                                               |     |       |                             |
| 31 mei 2018 | Abchazië                                                      | 3-0 | Tibet | Queen Elizabeth II, Enfield |
| 31 mei 2018 | Ruslan Akhvlediani 15' Dmitri Maskayev 61' Ruslan Shoniya 77' |     |       | Queen Elizabeth II, Enfield |

|             |                  |           |                   |                             |
| 31 mei 2018 | Noord-Cyprus     | 1-1       | Karpato-Roethenië | Queen Elizabeth II, Enfield |
| 31 mei 2018 | Billy Mehmet 13' | (verslag) | 53' Alex Svedjuk  | Queen Elizabeth II, Enfield |

|             |          |                                      |                   |                             |
| 2 juni 2018 | Abchazië | 0-2                                  | Karpato-Roethenië | Queen Elizabeth II, Enfield |
| 2 juni 2018 |          | 11' Zsolt Gajdos 90+8' István Sándor |                   | Queen Elizabeth II, Enfield |

|             |                                  |           |                     |                             |
| 2 juni 2018 | Noord-Cyprus                     | 3-1       | Tibet               | Queen Elizabeth II, Enfield |
| 2 juni 2018 | Halil Turan 2', 67' Ugur Gök 73' | (verslag) | 38' Kalsang Topgyal | Queen Elizabeth II, Enfield |

|             |                               |           |                                        |                             |
| 3 juni 2018 | Noord-Cyprus                  | 2-2       | Abchazië                               | Queen Elizabeth II, Enfield |
| 3 juni 2018 | Ünal Kaya 32' Kenan Oshan 78' | (verslag) | 20' Dmitri Maskayev 90' Vladimir Argun | Queen Elizabeth II, Enfield |

|             |                                                                           |     |                  |                        |
| 3 juni 2018 | Karpato-Roethenië                                                         | 5-1 | Tibet            | Larges Lane, Bracknell |
| 3 juni 2018 | Zsolt Gajdos 2' György Sándor 36' Ronald Takács 41', 77' Alex Svedjuk 75' |     | 73' Pema Lhundup | Larges Lane, Bracknell |

### Groep C
| Team         | Pts | Pld | W | D | L | GF | GA | GD  |
| ------------ | --- | --- | - | - | - | -- | -- | --- |
| Padanië      | 9   | 3   | 3 | 0 | 0 | 17 | 2  | +15 |
| Szeklerland  | 6   | 3   | 2 | 0 | 1 | 10 | 3  | +7  |
| Matabeleland | 3   | 3   | 1 | 0 | 2 | 4  | 12 | -8  |
| Tuvalu       | 0   | 3   | 0 | 0 | 3 | 1  | 15 | -14 |

|             |                                                                                         |           |                    |                           |
| 31 mei 2018 | Padanië                                                                                 | 6-1       | Matabeleland       | Gander Green Lane, Sutton |
| 31 mei 2018 | Giacomo Innocenti 10', 47' Gabriele Piantoni 39', 42' Guilo Valente 60' Andrea Rota 61' | (verslag) | 78' Thabiso Ndlela | Gander Green Lane, Sutton |

|             |                                              |           |        |                      |
| 31 mei 2018 | Szeklerland                                  | 4-0       | Tuvalu | Coles Park, Haringey |
| 31 mei 2018 | Barna Bajkó 1', 63', 68' Szilárd Magyari 76' | (verslag) |        | Coles Park, Haringey |

|             |                                                                                   |           |              |                      |
| 2 juni 2018 | Szeklerland                                                                       | 5-0       | Matabeleland | Coles Park, Haringey |
| 2 juni 2018 | István Fülöp 31' Arthur Györgyi 40' Szilárd Magyari 42', 54' László Hodgyai 90+1' | (verslag) |              | Coles Park, Haringey |

|             |                                                                                                |           |        |                      |
| 2 juni 2018 | Padanië                                                                                        | 8-0       | Tuvalu | Coles Park, Haringey |
| 2 juni 2018 | Federico Corno 8', 12', 38' Riccardo Ravasi 17' Guilo Valente 32', 44', 89' William Rosset 72' | (verslag) |        | Coles Park, Haringey |

|             |                                                                 |           |                  |                                    |
| 3 juni 2018 | Padanië                                                         | 3-1       | Szeklerland      | Bedfont Recreation Ground, Bedfont |
| 3 juni 2018 | Gianluca Rolandone 19' Giacomo Innocenti 27' Ersid Pllumbaj 45' | (verslag) | 90' László Szocs | Bedfont Recreation Ground, Bedfont |

|             |                     |     |                                           |                      |
| 3 juni 2018 | Tuvalu              | 1-3 | Matabeleland                              | Coles Park, Haringey |
| 3 juni 2018 | Etimoni Timuani 27' |     | 25', 38' Shylock Ndlovu 91' Sipho Mlalazi | Coles Park, Haringey |

### Groep D
| Team             | Pts | Pld | W | D | L | GF | GA | GD  |
| ---------------- | --- | --- | - | - | - | -- | -- | --- |
| West-Armenië     | 7   | 3   | 2 | 1 | 0 | 5  | 0  | +5  |
| British Punjabis | 4   | 3   | 1 | 1 | 1 | 9  | 2  | +7  |
| Zainichi Korian  | 3   | 3   | 0 | 3 | 0 | 1  | 1  | 0   |
| Kabylië          | 1   | 3   | 0 | 1 | 2 | 0  | 12 | -12 |

|             | |           |         |                    |
| 31 mei 2018 | British Punjabis | 8-0       | Kabylië | Arbor Park, Slough |
| 31 mei 2018 | Amarvir Singh Sandhu 44' Amar Singh Purewal 22', 61' Gurjit Singh 82', 93' Kamaljat Singh 51', 66' Rajpal Singh Virk 53' | (verslag) |         | Arbor Park, Slough |

|             |                 |     |              |                            |
| 31 mei 2018 | Zainichi Korian | 0-0 | West-Armenië | Colston Avenue, Carshalton |
| 31 mei 2018 | (verslag)       |     |              | Colston Avenue, Carshalton |

|             |                 |     |         |                        |
| 2 juni 2018 | Zainichi Korian | 0-0 | Kabylië | Larges Lane, Bracknell |
| 2 juni 2018 | (verslag)       |     |         | Larges Lane, Bracknell |

|             |                  |           |                       |                    |
| 2 juni 2018 | British Punjabis | 0-1       | West-Armenië          | Arbor Park, Slough |
| 2 juni 2018 |                  | (verslag) | 14' Vahagn Militosyan | Arbor Park, Slough |

|             |                        |     |                    |                    |
| 3 juni 2018 | British Punjabis       | 1-1 | Zainichi Korian    | Arbor Park, Slough |
| 3 juni 2018 | Amar Singh Purewal 77' |     | 90+4' Mun Su-hyeon | Arbor Park, Slough |

|             |                                                                           |     |         |                             |
| 3 juni 2018 | West-Armenië                                                              | 4-0 | Kabylië | Queen Elizabeth II, Enfield |
| 3 juni 2018 | Arman Mossian 23' Vicken Valenza-Berberian 61', 87' Vahagn Militosyan 89' |     |         | Queen Elizabeth II, Enfield |

## Knock-outfase

### Kwartfinales
|             |        |           | |                           |
| 5 juni 2018 | Barawe | 0-8       | Noord-Cyprus                                                                                                   | Gander Green Lane, Sutton |
| 5 juni 2018 |        | (verslag) | 15', 80' Ugur Gök 51' Serhan Önet 58' (e.d) Ayuub Ali 54', 69' Halil Turan 84' Billy Mehmet 89' Tansel Ekingen | Gander Green Lane, Sutton |

|             |                                        |           |                  |                        |
| 5 juni 2018 | Padanië                                | 2-0       | British Punjabis | Larges Lane, Bracknell |
| 5 juni 2018 | Giacomo Innocenti 59' Nicolò Pavan 90' | (verslag) |                  | Larges Lane, Bracknell |

|             |                                                     |           |                   |                           |
| 5 juni 2018 | Karpato-Roethenië                                   | 3-1       | Cascadia          | Gander Green Lane, Sutton |
| 5 juni 2018 | Gergo Gyürki 49' Ronald Takács 59' Zsolt Gajdos 87' | (verslag) | 80' Hamza Haddadi | Gander Green Lane, Sutton |

|             |              |           |                                                                      |                     |
| 5 juni 2018 | West-Armenië | 0-4       | Szeklerland                                                          | Hayes Lane, Bromley |
| 5 juni 2018 |              | (verslag) | 36' Zsolt Tankó 61' Csaba Csizmadia 65' Lóránd Fülöp 86' Barna Bajkó | Hayes Lane, Bromley |

### Halve finales
|             |                                       |     |                                           |                            |
| 7 juni 2018 | Noord-Cyprus                          | 3-2 | Padanië                                   | Colston Avenue, Carshalton |
| 7 juni 2018 | Billy Mehmet 36', 84' Halil Turan 80' |     | 30' Riccardo Ravasi 47' Giacomo Innocenti | Colston Avenue, Carshalton |

|             |                                                         |           |                                     |                            |
| 7 juni 2018 | Karpato-Roethenië                                       | 4-2       | Szeklerland                         | Colston Avenue, Carshalton |
| 7 juni 2018 | György Toma 36', 47' Gergo Gyürki 75' Csaba Peres 90+1' | (verslag) | 77' Csaba Csizmadia 79' Barna Bajkó | Colston Avenue, Carshalton |

### Wedstrijd voor 3e plaats
|             |         |              |             |                             |
| 9 juni 2018 | Padanië | 0-0 ns (5-4) | Szeklerland | Queen Elizabeth II, Enfield |
| 9 juni 2018 |         |              |             | Queen Elizabeth II, Enfield |

### Finale
|             |              |              |                   |                             |
| 9 juni 2018 | Noord-Cyprus | 0-0 ns (2-3) | Karpato-Roethenië | Queen Elizabeth II, Enfield |
| 9 juni 2018 | (verslag)    |              |                   | Queen Elizabeth II, Enfield |

| 2018 Wereldkampioenschap kampioen |
| --------------------------------- |
| KARPATO-ROETHENIE Eerste titel    |

## Plaatsingswedstrijden

### Eerste ronde
9e-16e plaats
|             |       |                    |       |                     |
| 5 juni 2018 | Man * | 0-3 (reglementair) | Tibet | Hayes Lane, Bromley |
| 5 juni 2018 |       |                    |       | Hayes Lane, Bromley |

* Man trok zich op 5 juni terug uit het toernooi, resterende wedstrijden werden reglementair verloren met 0-3
|             |              |              |         |                             |
| 5 juni 2018 | Matabeleland | 0-0 ns (3-4) | Kabylië | Queen Elizabeth II, Enfield |
| 5 juni 2018 | (verslag)    |              |         | Queen Elizabeth II, Enfield |

|             |                                                                                        |     |             |                  |
| 5 juni 2018 | Abchazië                                                                               | 6-0 | Tamil Eelam | Parkside, Aveley |
| 5 juni 2018 | Ruslan Akhvlediani 40', 71' Shabat Logua 63' Ruslan Shoniya 74', 88' Astamur Tarba 83' |     |             | Parkside, Aveley |

|             |                                                                           |     |        |                        |
| 5 juni 2018 | Zainichi Korian                                                           | 5-0 | Tuvalu | Larges Lane, Bracknell |
| 5 juni 2018 | Ken Tamiyama 18' Lee Tong-soung 20', 58' Sin Yong-ju 23' Mun Su-hyeon 83' |     |        | Larges Lane, Bracknell |

### Tweede ronde
13e-16e plaats
|             |     |                    |              |                  |
| 7 juni 2018 | Man | 0-3 (reglementair) | Matabeleland | Parkside, Aveley |
| 7 juni 2018 |     |                    |              | Parkside, Aveley |

|             |                                         |     |                                                             |                           |
| 7 juni 2018 | Tuvalu                                  | 3-4 | Tamil Eelam                                                 | Gander Green Lane, Sutton |
| 7 juni 2018 | Alopua Petoa 3', 73' Sosene Vailine 55' |     | 7', 86', 90+1' Prashanth Ragavan 90+4' Janojan Pathmanathan | Gander Green Lane, Sutton |

|             |                     |     |                                                                                         |                             |
| 7 juni 2018 | Tibet               | 1-8 | Kabylië                                                                                 | Queen Elizabeth II, Enfield |
| 7 juni 2018 | Kalsang Topgyal 43' |     | 25', 74', 77', 87' Sami Boudia 45' Ilyas Hadid 59', 51' Enzo Mezaib 81' Nadjim Bouabbas | Queen Elizabeth II, Enfield |

9e-12e plaats
|             |                                               |     |                 |                     |
| 7 juni 2018 | Abchazië                                      | 2-0 | Zainichi Korian | Hayes Lane, Bromley |
| 7 juni 2018 | Ruslan Akhvlediani 38' Aleksandr Kogoniya 78' |     |                 | Hayes Lane, Bromley |

5e-8e plaats
|             |        |                                                      |                  |                           |
| 7 juni 2018 | Barawe | 0-5                                                  | British Punjabis | Gander Green Lane, Sutton |
| 7 juni 2018 |        | 8', 65', 72', 90+2' Kamaljat Singh 46' Nathan Minhas |                  | Gander Green Lane, Sutton |

|             |                                                        |     |              |                             |
| 7 juni 2018 | Cascadia                                               | 4-0 | West-Armenië | Hayes Lane stadion, Bromley |
| 7 juni 2018 | Calum Ferguson 24', 62' Max Oldham 54' Yuri Farkas 79' |     |              | Hayes Lane stadion, Bromley |

### Derde ronde
15e-16e plaats
|             |           |                    |        |                                    |
| 9 juni 2018 | Man       | 0-3 (reglementair) | Tuvalu | Bedfont Recreation Ground, Bedfont |
| 9 juni 2018 | (verslag) |                    |        | Bedfont Recreation Ground, Bedfont |

13e-14e plaats
|             |                    |     |             |                  |
| 9 juni 2018 | Matabeleland       | 1-0 | Tamil Eelam | Parkside, Aveley |
| 9 juni 2018 | Thabiso Ndlela 81' |     |             | Parkside, Aveley |

11e-12e plaats
|             |                    |              |                        |                                      |
| 9 juni 2018 | Tibet              | 1-1 ns (1-4) | Zainichi Korian        | St Paul's Sports Ground, Rotherhithe |
| 9 juni 2018 | Tenzin Yougyal 20' |              | 84' (e.d) Tenzin Gelek | St Paul's Sports Ground, Rotherhithe |

9e-10e plaats
|             |                                    |     |         |                  |
| 9 juni 2018 | Abchazië                           | 2-0 | Kabylië | Parkside, Aveley |
| 9 juni 2018 | Shabat Logua 29' Georgi Zhanaa 56' |     |         | Parkside, Aveley |

7e-8e plaats
|             |        | |              |                             |
| 9 juni 2018 | Barawe | 0-7 | West-Armenië | Queen Elizabeth II, Enfield |
| 9 juni 2018 |        | Norik Hovsepyan David Hovsepyan Artur Yedigaryan Fabrice Guzel Zaven Varjabetyan Vahagn Militosyan Arman Mossian |              | Queen Elizabeth II, Enfield |

5e-6e plaats
|             |                                            |              |                                              |                                              |
| 9 juni 2018 | Cascadia                                   | 3-3 ns (3-4) | British Punjabis                             | St Paul's Sports Ground stadion, Rotherhithe |
| 9 juni 2018 | Hector Morales 45' Calum Ferguson 54', 60' | (verslag)    | 18' Rajpal Singh Virk 24', 34' Nathan Minhas | St Paul's Sports Ground stadion, Rotherhithe |

## Topscorers
| 6 doelpunten Kamaljat Singh 5 doelpunten Giacomo Innocenti Halil Turan Barna Bajkó Calum Ferguson 4 doelpunten Guilo Valente Billy Mehmet Sami Boudia Ruslan Akhvlediani 3 doelpunten Szilárd Magyari Federico Corno Ugur Gök Amar Singh Purewal Nathan Minhas Zsolt Gajdos Ronald Takács Ruslan Shoniya Prashanth Ragavan Vahagn Militosyan 2 doelpunten Kalsang Topgyal Stephen Whitley Sam Caine Gabriele Piantoni Riccardo Ravasi Alopua Petoa Gurjit Singh Rajpal Singh Virk Shaun Lucien Mohammed Bettamer Josh Doughty Joel Nouble Tayshan Hayden-Smith Yuri Farkas Hector Morales Dmitri Maskayev Shabat Logua Vicken Valenza-Berberian Arman Mossian Alex Svedjuk Gergo Gyürki György Toma Shylock Ndlovu Thabiso Ndlela Mun Su-hyeon Lee Tong-soung Enzo Mezaib Csaba Csizmadia |  | 1 doelpunt Pema Lhundup Tenzin Yougyal Frank Jones Jack McVey William Rosset Andrea Rota Gianluca Rolandone Ersid Pllumbaj Nicolò Pavan Ünal Kaya Serhan Önet Kenan Oshan Tansel Ekingen Etimoni Timuani Sosene Vailine István Fülöp Arthur Györgyi László Hodgyai László Szocs Zsolt Tankó Lóránd Fülöp Georgi Zhanaa Astamur Tarba Vladimir Argun Aleksandr Kogoniya Hamza Haddadi Max Oldham Sipho Mlalazi István Sándor György Sándor Csaba Peres Amarvir Singh Sandhu Solomon Sambou Gianni Crichlow Shaquille Ismail Norik Hovsepyan David Hovsepyan Artur Yedigaryan Fabrice Guzel Zaven Varjabetyan Ken Tamiyama Sin Yong-ju Janojan Pathmanathan Ilyas Hadid Nadjim Bouabbas Eigendoelpunt Ayuub Ali Tenzin Gelek |